# Trzęsienie ziemi w Salwadorze (2001)
Trzęsienie ziemi w Salwadorze (2001) – trzęsienie ziemi, jakie wydarzyło się 13 stycznia 2001 roku i którego epicentrum znajdowało się u wybrzeży Salwadoru. Wstrząs posiadał siłę ocenianą na 7,6 magnitudy. W wyniku zdarzenia śmierć poniosły 944 osoby, ponad pięć tysięcy odniosło obrażenia, a niemal sto siedemdziesiąt tysięcy straciło dach nad głową.

## Zdarzenie i skutki

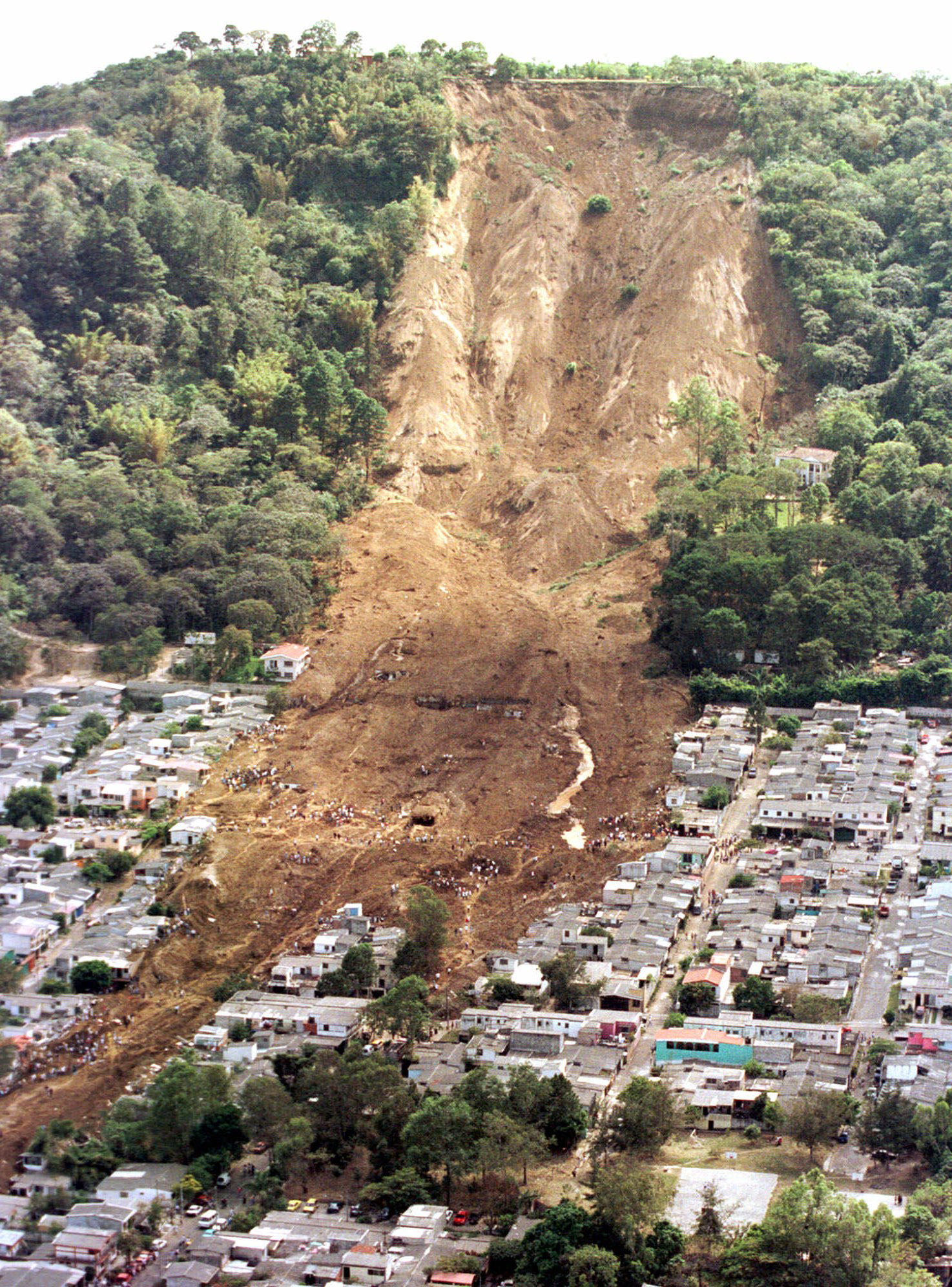
Lawina błotna, która zeszła na skutek trzęsienia ziemi.

Trzęsienie miało miejsce w godzinach południowych i trwało 45 sekund. Spowodowało zniszczenia w 172 miejscowościach. Największe zniszczenia odnotowano w departamentach La Libertad oraz Usulután. Wstrząs spowodował liczne lawiny błotne i to one przyczyniły się do tak dużej liczby ofiar śmiertelnych. Największe lawiny błotne zeszły w miastach Santa Tecla oraz Comasagua. 
Przez kolejny miesiąc Salwador nawiedziło 2500 wstrząsów wtórnych. Wstrząs spowodowały zniszczenia sieci wodociągowej, co spowodowało brak wody pitnej na terenie niemal całego kraju. Rząd ogłosił zagrożenie wybuchu epidemii.